# Oxnead
Oxnead är en by i civil parish Brampton, i distriktet Broadland, i grevskapet Norfolk i England. Byn är belägen 8 km från North Walsham. Oxnead var en civil parish fram till 1935 när blev den en del av Brampton. Civil parish hade 66 invånare år 1931. Byn nämndes i Domedagsboken (Domesday Book) år 1086, och kallades då Oxenedes.